# Tauriac (Tarn)
Tauriac (okzitanisch gleichlautend) ist eine südfranzösische Gemeinde mit 396 Einwohnern (Stand: 1. Januar 2022) im Département Tarn in der Region Okzitanien. Die Gemeinde gehört zum Arrondissement Albi und zum Kanton Vignobles et Bastides. Die Einwohner werden Tauriacois und Tauriacoises genannt.

## Geografie
Tauriac liegt an der Grenze zum benachbarten Département Haute-Garonne, etwa 45 Kilometer westlich von Albi und etwa 24 Kilometer südöstlich von Montauban. Das Gebiet der Gemeinde wird vom Fluss Souet und verschiedenen anderen kleinen Wasserläufen entwässert.
Umgeben wird Tauriac von den Nachbargemeinden Beauvais-sur-Tescou im Norden und Westen, Montgaillard im Norden und Nordosten, Grazac im Osten und Südosten, Montvalen im Süden sowie Le Born (Haute-Garonne) im Westen.

## Bevölkerungsentwicklung

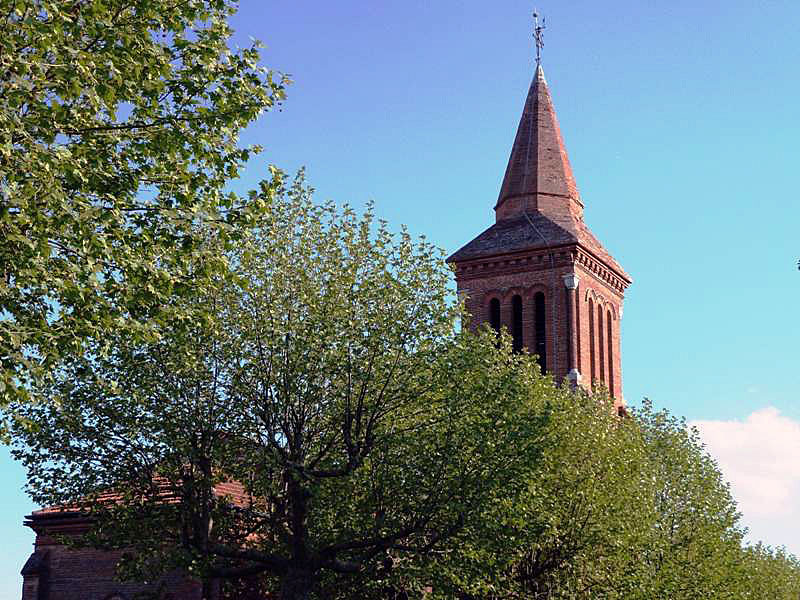
Kirche Saint-Georges

| Jahr                       | 1962 | 1968 | 1975 | 1982 | 1990 | 1999 | 2006 | 2013 | 2020 |
| Einwohner                  | 222  | 194  | 178  | 182  | 192  | 203  | 223  | 307  | 363  |
| Quellen: Cassini und INSEE |      |      |      |      |      |      |      |      |      |

## Sehenswürdigkeiten
- Kirche Saint-Georges